# ŽPL Sisačko-moslavačka 2013./14.
Prvenstvo i direktan plasman u viši rang je osvojio NK Lekenik. Zbog gašenja Premijer lige Sisačko-moslavačke županije, tri prvoplasirana kluba (NK Lekenik, NK Banovac Glina i NK Moslavina Kutina) su se direktno plasirala novoformiranu Međužupanijsku ligu središte Zagreb, dok su ostali klubovi prebačeni u 1. ŽNL Sisačko-moslavačku.

## Tablica
| Mj. | Klub                    | Sus. | Pobj. | Ner. | Por. | GR.    | Bod. |
| --- | ----------------------- | ---- | ----- | ---- | ---- | ------ | ---- |
| 1.  | NK Lekenik              | 26   | 24    | 0    | 2    | 110:22 | 72   |
| 2.  | NK Banovac Glina        | 26   | 15    | 5    | 6    | 52:31  | 50   |
| 3.  | NK Moslavina Kutina     | 26   | 15    | 4    | 7    | 73:32  | 49   |
| 4.  | NK Sloga-Maris Jazavica | 26   | 15    | 3    | 8    | 53:28  | 48   |
| 5.  | SNK Moslavac Popovača   | 26   | 12    | 9    | 5    | 52:39  | 45   |
| 6.  | NK Mladost Petrinja     | 26   | 12    | 3    | 11   | 43:41  | 39   |
| 7.  | NK BSK Budaševo         | 26   | 12    | 2    | 12   | 41:51  | 38   |
| 8.  | NK Frankopan Sisak      | 26   | 10    | 3    | 13   | 30:49  | 33   |
| 9.  | NK Topusko              | 26   | 8     | 5    | 13   | 42:57  | 29   |
| 10. | NK TŠK 1932 Topolovac   | 26   | 8     | 4    | 14   | 26:42  | 28   |
| 11. | NK Sokol Velika Ludina  | 26   | 7     | 4    | 15   | 48:71  | 25   |
| 12. | NK Radnik Majur         | 26   | 4     | 10   | 12   | 28:45  | 22   |
| 13. | NK Metalac Sisak        | 26   | 5     | 5    | 16   | 29:57  | 20   |
| 14. | NK Zrinski Odra Sisačka | 26   | 5     | 3    | 18   | 30:92  | 18   |

## Rezultati
| NK BSK Budaševo - NK Topusko 3:1 NK Metalac Sisak - NK Mladost Petrinja 1:3 NK TŠK 1932 Topolovac - NK Sloga-Maris Jazavica 0:1 NK Banovac Glina - NK Moslavina Kutina 0:0 NK Sokol Velika Ludina - NK Frankopan Sisak 1:2 SNK Moslavac Popovača - NK Zrinski Odra Sisačka 3:3 NK Lekenik - NK Radnik Majur 3:1 | NK Lekenik - SNK Moslavac Popovača 7:2 NK Zrinski Odra Sisačka - NK Sokol Velika Ludina 2:2 NK Metalac Sisak - NK Sloga-Maris Jazavica 0:3 NK Frankopan Sisak - NK Banovac Glina 1:2 NK Moslavina Kutina - NK TŠK 1932 Topolovac 0:0 NK Mladost Petrinja - NK BSK Budaševo 1:2 NK Radnik Majur - NK Topusko 0:2  | NK Sokol Velika Ludina - NK Lekenik 2:3 NK Banovac Glina - NK Zrinski Odra Sisačka 4:1 NK TŠK 1932 Topolovac - NK Frankopan Sisak 2:0 NK Metalac Sisak - NK Moslavina Kutina 0:3 NK BSK Budaševo - NK Sloga-Maris Jazavica 0:2 NK Topusko - NK Mladost Petrinja 1:1 SNK Moslavac Popovača - NK Radnik Majur 1:1 |
| NK Lekenik - NK Banovac Glina 3:0 SNK Moslavac Popovača - NK Sokol Velika Ludina 4:1 NK Zrinski Odra Sisačka - NK TŠK 1932 Topolovac 5:1 NK Frankopan Sisak - NK Metalac Sisak 4:0 NK Moslavina Kutina - NK BSK Budaševo 5:1 NK Sloga-Maris Jazavica - NK Topusko 3:1 NK Radnik Majur - NK Mladost Petrinja 2:2 | NK TŠK 1932 Topolovac - NK Lekenik 0:10 NK Banovac Glina - SNK Moslavac Popovača 1:1 NK Metalac Sisak - NK Zrinski Odra Sisačka 2:3 NK BSK Budaševo - NK Frankopan Sisak 2:1 NK Topusko - NK Moslavina Kutina 1:4 NK Mladost Petrinja - NK Sloga-Maris Jazavica 1:3 NK Sokol Velika Ludina - NK Radnik Majur 3:2 | NK Lekenik - NK Metalac Sisak 5:1 SNK Moslavac Popovača - NK TŠK 1932 Topolovac 2:0 NK Sokol Velika Ludina - NK Banovac Glina 5:4 NK Zrinski Odra Sisačka - NK BSK Budaševo 0:1 NK Frankopan Sisak - NK Topusko 3:0 NK Moslavina Kutina - NK Mladost Petrinja 0:2 NK Radnik Majur - NK Sloga-Maris Jazavica 1:0 |
| NK BSK Budaševo - NK Lekenik 1:4 NK Metalac Sisak - SNK Moslavac Popovača 1:3 NK TŠK 1932 Topolovac - NK Sokol Velika Ludina 1:0 NK Topusko - NK Zrinski Odra Sisačka 3:1 NK Mladost Petrinja - NK Frankopan Sisak 2:1 NK Sloga-Maris Jazavica - NK Moslavina Kutina 3:0 NK Banovac Glina - NK Radnik Majur 0:0 | NK Lekenik - NK Topusko 4:3 SNK Moslavac Popovača - NK BSK Budaševo 5:1 NK Sokol Velika Ludina - NK Metalac Sisak 2:0 NK Banovac Glina - NK TŠK 1932 Topolovac 1:0 NK Zrinski Odra Sisačka - NK Mladost Petrinja 0:2 NK Frankopan Sisak - NK Sloga-Maris Jazavica 0:0 NK Radnik Majur - NK Moslavina Kutina 1:2  | NK Mladost Petrinja - NK Lekenik 1:3 NK Topusko - SNK Moslavac Popovača 2:2 NK BSK Budaševo - NK Sokol Velika Ludina 4:1 NK Metalac Sisak - NK Banovac Glina 0:4 NK Sloga-Maris Jazavica - NK Zrinski Odra Sisačka 4:1 NK Moslavina Kutina - NK Frankopan Sisak 4:0 NK TŠK 1932 Topolovac - NK Radnik Majur 1:1 |
| NK Lekenik - NK Sloga-Maris Jazavica 2:0 SNK Moslavac Popovača - NK Mladost Petrinja 3:1 NK Sokol Velika Ludina - NK Topusko 2:0 NK Banovac Glina - NK BSK Budaševo 2:0 NK TŠK 1932 Topolovac - NK Metalac Sisak 4:0 NK Zrinski Odra Sisačka - NK Moslavina Kutina 0:5 NK Radnik Majur - NK Frankopan Sisak 0:0 | NK Moslavina Kutina - NK Lekenik 0:3 NK Sloga-Maris Jazavica - SNK Moslavac Popovača 2:4 NK Mladost Petrinja - NK Sokol Velika Ludina 4:2 NK Topusko - NK Banovac Glina 1:1 NK BSK Budaševo - NK TŠK 1932 Topolovac 2:1 NK Frankopan Sisak - NK Zrinski Odra Sisačka 0:2 NK Metalac Sisak - NK Radnik Majur 4:2  | NK Lekenik - NK Frankopan Sisak 5:0 SNK Moslavac Popovača - NK Moslavina Kutina 1:3 NK Sokol Velika Ludina - NK Sloga-Maris Jazavica 3:1 NK Banovac Glina - NK Mladost Petrinja 3:1 NK TŠK 1932 Topolovac - NK Topusko 2:2 NK Metalac Sisak - NK BSK Budaševo 0:0 NK Radnik Majur - NK Zrinski Odra Sisačka 1:3 |
| NK Zrinski Odra Sisačka - NK Lekenik 0:4 NK Frankopan Sisak - SNK Moslavac Popovača 2:1 NK Moslavina Kutina - NK Sokol Velika Ludina 6:2 NK Banovac Glina - NK Sloga-Maris Jazavica 1:0 NK Mladost Petrinja - NK TŠK 1932 Topolovac 1:0 NK Topusko - NK Metalac Sisak 1:1 NK BSK Budaševo - NK Radnik Majur 3:1 | NK Topusko - NK BSK Budaševo 3:2 NK Mladost Petrinja - NK Metalac Sisak 1:0 NK Sloga-Maris Jazavica - NK TŠK 1932 Topolovac 1:0 NK Moslavina Kutina - NK Banovac Glina 5:0 NK Frankopan Sisak - NK Sokol Velika Ludina 2:1 NK Zrinski Odra Sisačka - SNK Moslavac Popovača 1:4 NK Radnik Majur - NK Lekenik 0:1  | SNK Moslavac Popovača - NK Lekenik 2:3 NK Sokol Velika Ludina - NK Zrinski Odra Sisačka 1:2 NK Banovac Glina - NK Frankopan Sisak 4:0 NK TŠK 1932 Topolovac - NK Moslavina Kutina 1:0 NK Sloga-Maris Jazavica - NK Metalac Sisak 2:0 NK BSK Budaševo - NK Mladost Petrinja 1:3 NK Topusko - NK Radnik Majur 0:1 |
| NK Lekenik - NK Sokol Velika Ludina 8:0 NK Zrinski Odra Sisačka - NK Banovac Glina 0:4 NK Frankopan Sisak - NK TŠK 1932 Topolovac 1:0 NK Moslavina Kutina - NK Metalac Sisak 2:1 NK Sloga-Maris Jazavica - NK BSK Budaševo 6:0 NK Mladost Petrinja - NK Topusko 2:1 NK Radnik Majur - SNK Moslavac Popovača 0:0 | NK Banovac Glina - NK Lekenik 1:0 NK Sokol Velika Ludina - SNK Moslavac Popovača 2:3 NK TŠK 1932 Topolovac - NK Zrinski Odra Sisačka 4:1 NK Metalac Sisak - NK Frankopan Sisak 1:2 NK BSK Budaševo - NK Moslavina Kutina 0:2 NK Topusko - NK Sloga-Maris Jazavica 2:1 NK Mladost Petrinja - NK Radnik Majur 0:1  | NK Lekenik - NK TŠK 1932 Topolovac 1:0 SNK Moslavac Popovača - NK Banovac Glina 1:3 NK Zrinski Odra Sisačka - NK Metalac Sisak 1:4 NK Frankopan Sisak - NK BSK Budaševo 0:3 NK Moslavina Kutina - NK Topusko 1:2 NK Sloga-Maris Jazavica - NK Mladost Petrinja 1:2 NK Radnik Majur - NK Sokol Velika Ludina 1:1 |
| NK Metalac Sisak - NK Lekenik 0:3 NK TŠK 1932 Topolovac - SNK Moslavac Popovača 0:2 NK Banovac Glina - NK Sokol Velika Ludina 1:1 NK BSK Budaševo - NK Zrinski Odra Sisačka 2:0 NK Topusko - NK Frankopan Sisak 4:1 NK Mladost Petrinja - NK Moslavina Kutina 2:2 NK Sloga-Maris Jazavica - NK Radnik Majur 3:1 | NK Lekenik - NK BSK Budaševo 3:1 SNK Moslavac Popovača - NK Metalac Sisak 0:0 NK Sokol Velika Ludina - NK TŠK 1932 Topolovac 4:1 NK Zrinski Odra Sisačka - NK Topusko 1:3 NK Frankopan Sisak - NK Mladost Petrinja 1:4 NK Moslavina Kutina - NK Sloga-Maris Jazavica 3:2 NK Radnik Majur - NK Banovac Glina 2:3  | NK Topusko - NK Lekenik 2:7 NK BSK Budaševo - SNK Moslavac Popovača 1:2 NK Metalac Sisak - NK Sokol Velika Ludina 2:1 NK TŠK 1932 Topolovac - NK Banovac Glina 2:1 NK Mladost Petrinja - NK Zrinski Odra Sisačka 5:0 NK Sloga-Maris Jazavica - NK Frankopan Sisak 2:0 NK Moslavina Kutina - NK Radnik Majur 5:0 |
| NK Lekenik - NK Mladost Petrinja 4:2 SNK Moslavac Popovača - NK Topusko 1:0 NK Sokol Velika Ludina - NK BSK Budaševo 2:5 NK Banovac Glina - NK Metalac Sisak 4:0 NK Zrinski Odra Sisačka - NK Sloga-Maris Jazavica 1:5 NK Frankopan Sisak - NK Moslavina Kutina 1:0 NK Radnik Majur - NK TŠK 1932 Topolovac 1:1 | NK Sloga-Maris Jazavica - NK Lekenik 1:0 NK Mladost Petrinja - SNK Moslavac Popovača 0:1 NK Topusko - NK Sokol Velika Ludina 5:1 NK BSK Budaševo - NK Banovac Glina 2:0 NK Metalac Sisak - NK TŠK 1932 Topolovac 2:1 NK Moslavina Kutina - NK Zrinski Odra Sisačka 12:0 NK Frankopan Sisak - NK Radnik Majur 2:0 | NK Lekenik - NK Moslavina Kutina 6:1 SNK Moslavac Popovača - NK Sloga-Maris Jazavica 1:1 NK Sokol Velika Ludina - NK Mladost Petrinja 5:0 NK Banovac Glina - NK Topusko 3:0 NK TŠK 1932 Topolovac - NK BSK Budaševo 0:1 NK Zrinski Odra Sisačka - NK Frankopan Sisak 1:3 NK Radnik Majur - NK Metalac Sisak 2:2 |
| NK Frankopan Sisak - NK Lekenik 1:6 NK Moslavina Kutina - SNK Moslavac Popovača 1:1 NK Sloga-Maris Jazavica - NK Sokol Velika Ludina 1:1 NK Mladost Petrinja - NK Banovac Glina 0:2 NK Topusko - NK TŠK 1932 Topolovac 2:3 NK BSK Budaševo - NK Metalac Sisak 1:1 NK Zrinski Odra Sisačka - NK Radnik Majur 1:1 | NK Lekenik - NK Zrinski Odra Sisačka 12:0 SNK Moslavac Popovača - NK Frankopan Sisak 2:2 NK Sokol Velika Ludina - NK Moslavina Kutina 2:7 NK Sloga-Maris Jazavica - NK Banovac Glina 5:3 NK TŠK 1932 Topolovac - NK Mladost Petrinja 1:0 NK Metalac Sisak - NK Topusko 6:0 NK Radnik Majur - NK BSK Budaševo 5:2 | |